# Thynnichthys polylepis
Thynnichthys polylepis és una espècie de peix cipriniforme de la família dels ciprínids.

## Morfologia
Els mascles poden assolir els 18 cm de longitud total.

## Distribució geogràfica
Es troba a Sumatra i Borneo.